# Гарри Поттер и Дары Смерти
«Га́рри По́ттер и Дары́ Сме́рти» (англ. Harry Potter and the Deathly Hallows) — седьмая и заключительная книга в серии романов Дж. К. Роулинг о Гарри Поттере. В седьмой части Гарри и его соратникам придётся бросить окончательный вызов Волан-де-Морту и отстоять Хогвартс, а вместе с ним — мир и спокойствие во всей магической Британии.

## Выход романа
Джоан Роулинг закончила писать книгу 11 января 2007 года в отеле The Balmoral в Эдинбурге. Было объявлено, что роман выйдет в свет 21 июля 2007 года в 00:01 по Гринвичу. Однако за пять дней до начала продаж книги в Интернете появились фотографии и копии, созданные с помощью сканера, страниц американской редакции седьмой книги, которые оказались подлинными. Через небольшое время этот текст был переведён на несколько языков, в том числе на русский. Впоследствии выяснилось, что виновником утечки был интернет-магазин DeepDiscount.com, который, нарушив эмбарго на продажу книги, выслал около 1200 экземпляров покупателям по почте до назначенной даты.
В день старта продаж в США было продано 8,3 миллиона копий (более 100 в секунду), в Великобритании — рекордные 2,7 миллиона, в общем 12 миллионов копий. Роман занял первое место в списке бестселлеров по версии Publishers Weekly за 2007 год.

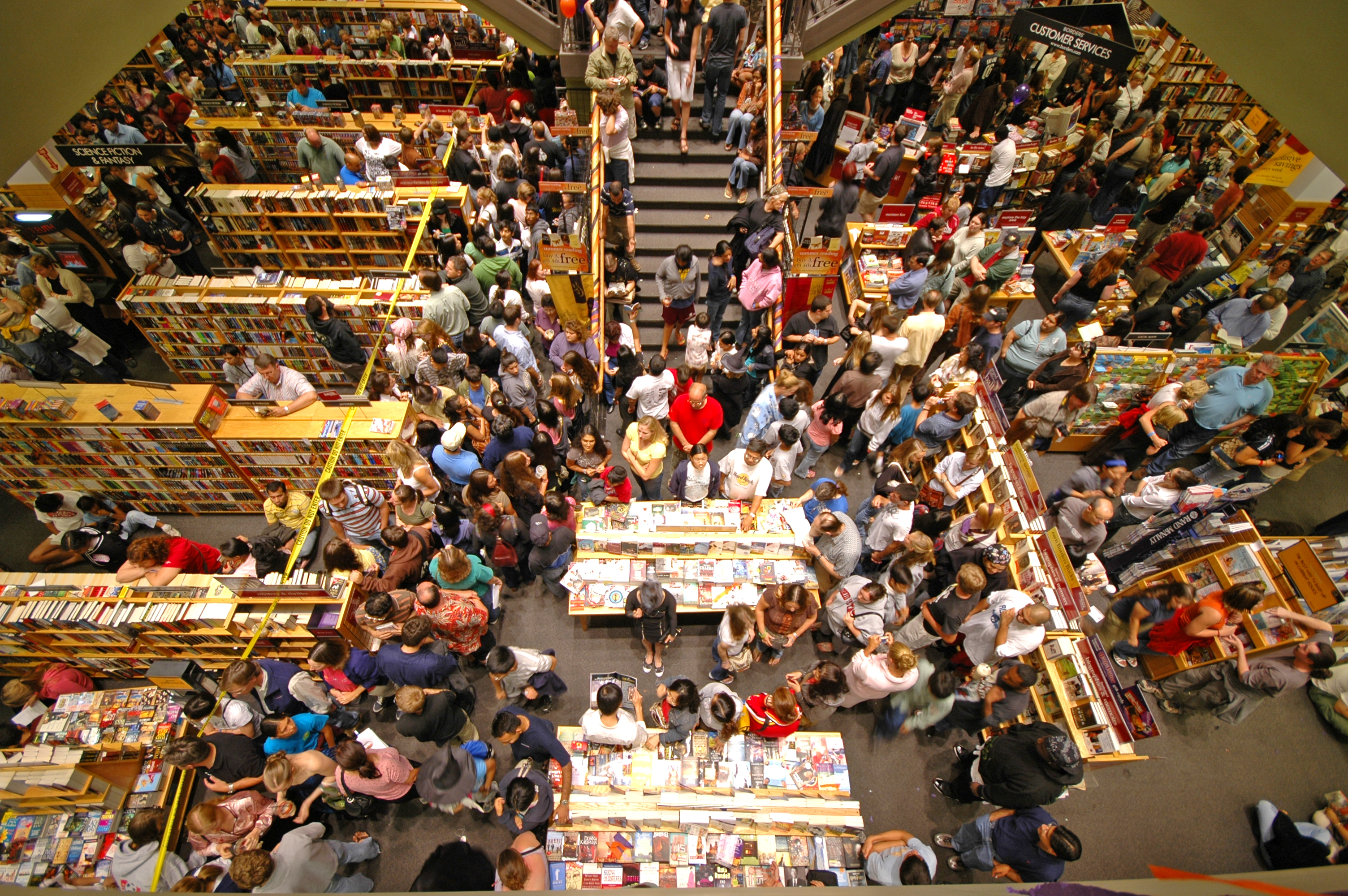
Очередь за книгой в одном из магазинов Калифорнии

Первая повсеместно доступная версия книги на русском языке появилась в Интернете на сайте группы переводчиков-любителей, называющих себя Potter’s Army. Перевод был завершён 25 июля 2007 года около 23 часов по московскому времени. Даже в первоначальной версии книга была переведена обстоятельно, с соблюдением авторского литературного стиля, но с существенными недочётами (например, в ней отсутствовал кусок тридцать третьей главы, также в переводе большое количество орфографических и грамматических ошибок). Параллельно работы по переводу книги вели ещё несколько групп переводчиков.
Русская печатная версия романа поступила в продажу 13 октября 2007 года тиражом 2 000 000 экземпляров.
В одном из интервью Дж. К. Роулинг заявила, что в седьмой книге погибнут два главных героя, смерть которых ранее не предполагалась. Также, со слов Дэниела Рэдклиффа, при съёмках фильма «Гарри Поттер и Орден Феникса» Роулинг проговорилась, сказав, что «Дамблдор доставляет слишком много проблем» в седьмой части. Это означало, что в книге читатели узнают о погибшем директоре довольно много нового.

## Название книги
О названии книги автор сообщила 21 декабря 2006 года на своём официальном сайте, но чтобы его узнать, нужно было выполнить мини-квест. В тот же день название было опубликовано на сайте издательства Bloomsbury.
Поскольку слово «hallows» в английском языке имеет несколько значений, среди русскоязычных поклонников Роулинг возникли споры по поводу того, как правильно перевести название романа. Существовали три основные версии: «Гарри Поттер и Роковые мощи» (это почти дословный перевод, хотя не совсем понятно, что в таком случае имела в виду автор), «Гарри Поттер и Реликвии смерти» (считалось, что под «реликвиями» подразумеваются крестражи, но с появлением первых спойлеров стало понятно, что это не факт), «Гарри Поттер и Смертельные гробницы». Сама Роулинг отказывалась давать какие-либо комментарии по поводу названия книги до её появления. Интерес представлял и тот факт, что за несколько дней до выхода книги на английском языке Роулинг опубликовала альтернативное название книги для переводчиков — «Harry Potter and the Relics of Death». Это заглавие предназначается для правильного перевода на те языки, которые не могут равнозначно английскому передать смысл словосочетания «Deathly Hallows».
Идея названия «Гарри Поттер и Дары Смерти» пришла в голову координатору перевода от Potter’s Army TeeN’e в субботу 21 июля — в день официального выхода книги на английском языке и была изложена на внутреннем сайте команды переводчиков. С распространением по сети перевода от Potter’s Army это название получило широкое распространение, потому что наиболее точно отражает суть и роль Даров в книге.
В переводе издательства «Росмэн» название книги изначально выглядело как «Гарри Поттер и роковые мощи». Для определения официального названия, издательство совместно с порталом Mail.ru организовало акцию «Придумай название книге о Гарри Поттере» с целью найти наиболее удачный перевод. Конкурс-опрос проводился с 27 июля по 6 августа 2007 года. После его окончания было объявлено, что утверждено название «Гарри Поттер и Дары Смерти».

## Экранизация
Киноадаптация книги вышла в прокат в двух частях (ноябрь 2010/июль 2011).

## Сюжет книги

### Операция «Семь Поттеров»
Лето 1997 года. Корбен Яксли и Северус Снегг прибывают в особняк Люциуса Малфоя, где Волан-де-Морт проводит встречу с Пожирателями смерти. Снегг докладывает, что Орден Феникса хочет эвакуировать Гарри Поттера из его дома в дом одного из членов ордена в субботу, за несколько дней до того, как Гарри исполнится 17 лет и он станет совершеннолетним по магическим меркам. Яксли утверждает, что Поттера было решено перевезти 30 июля (за день до совершеннолетия мальчика), Снегг называет это «вбросом», и параллельно сообщает, что в Министерстве магии теперь действует «свой человек» среди Пожирателей — Пий Толстоватый. Волан-де-Морт расправляется с пленницей — профессором магловедения, не признававшей идеологию чистокровности и презрения к маглам — и забирает палочку у Люциуса Малфоя, поскольку своей палочкой не может причинить вред Поттеру. Гарри тем временем готовится к эвакуации и убеждает своих дядю и тётю уехать в убежище, а также читает некролог по Альбусу Дамблдору и скандальное интервью Риты Скитер о Дамблдоре, которая собирается раскрыть в своей книге некие страшные тайны Дамблдоров и свалить все беды семьи Дамблдоров на Альбуса. Когда прибывают члены Ордена Феникса, то шестеро друзей Гарри принимают Оборотное зелье, чтобы сбить с толку противника в случае нападения, и превращаются в копии Гарри Поттера, после чего семеро Поттеров разлетаются в разные стороны. Однако на них нападают Пожиратели: в результате погони погибают Аластор Грюм и Букля, сова Гарри, а Джорджу шальным заклинанием отрывает ухо; тем не менее, даже с чужой палочкой Волан-де-Морт всё равно не может победить Гарри. Гарри и сопровождавший его Хагрид прибывают в дом родителей Нимфадоры Тонкс, откуда порталом отправляются в Нору, куда прилетают все участники операции. Орден Феникса осознаёт, что кто-то проболтался о плане. Гарри же посещают видения о том, что Волан-де-Морт пытает мастера палочек Олливандера, чтобы узнать, почему палочка Люциуса не сработала.

### Переворот в Министерстве магии
Гарри, Рон и Гермиона планируют после свадьбы Билла Уизли и Флёр Делакур отправиться выполнять последнее задание Дамблдора — поиск и уничтожение крестражей. Гарри наслаждается последними днями с любящей его Джинни Уизли; Гермиона вынуждена отправить родителей в Австралию, стерев им память, чтобы спасти их от Пожирателей; а упыря с чердака дома Уизли выдают за Рона, чтобы никто не искал самого Рона. Министр магии Руфус Скримджер отдаёт «золотому трио» вещи, завещанные Дамблдором: Рон получает делюминатор, Гермиона — книгу сказок барда Бидля, Гарри — первый пойманный им снитч. Гарри должен был также получить меч Годрика Гриффиндора, но Скримджер нашёл повод задержать подарки и не отдавать меч, из-за чего Гарри обвиняет министра во вранье. Никто из троих не может разгадать смысл подарков. На самой свадьбе Гарри, скрытый под Оборотным зельем, выясняет от тётки Мюриэль (тёти Рона Уизли) несколько неприятных подробностей из жизни Дамблдора, которые записала Скитер со слов Батильды Бэгшот — автора учебника по истории магии, которая хорошо была знакома с семейством Дамблдоров. Виктор Крам, приглашённый на свадьбу, замечает у Ксенофилиуса Лавгуда кулон в виде треугольника, в который вписаны круг и прямая линия. Он выражает своё негодование этим символом — это символ Геллерта Гриндевальда, тёмного волшебника, от которого пострадал дед Виктора.
В разгар свадьбы приходит сообщение, что Скримджер погиб, а Министерство пало, и на свадьбу нападают Пожиратели. Все трое героев спасаются бегством, но сбросить Пожирателей с хвоста не могут, пока не попадают в дом Сириуса Блэка. В доме Гарри обнаруживает письмо своей мамы Сириусу, которая якобы знала что-то странное о Дамблдоре, но конец письма оборван. Гарри, Рон и Гермиона догадываются, что тот самый Р.А.Б., оставивший в пещере фальшивый крестраж-медальон, — это Регулус Арктурус Блэк, брат Сириуса. От домовика Кикимера они узнают, что Кикимер однажды проверял защиту медальона, а Регулус, некогда бывший Пожирателем, раскрыл правду медальона и поклялся уничтожить его и разобраться с Тёмным Лордом, но не сумел и погиб в пещере от рук инферналов, приказав Кикимеру довершить дело. Гарри вручает Кикимеру фальшивый медальон, ранее принадлежавший Регулусу, которого Кикимер в своё время боготворил, из-за чего Кикимер наконец-то меняет гнев на милость и начинает с уважением относиться к Гарри, Рону и Гермионе. Настоящий же медальон был украден малоприятным членом Ордена Феникса, вором и мошенником Наземникусом Флетчером. Гарри заставляет Флетчера сознаться в том, что тот за бесценок продал медальон Долорес Амбридж. Выйти при этом из дома просто так никто не может, поскольку Пожиратели караулят всех троих на случай атаки. 1 сентября 1997 года объявлено, что директором Хогвартса назначен Северус Снегг, преподавать защиту от тёмных искусств будет Пожиратель Амикус Кэрроу, а магловедение — его сестра Алекто. Всех маглорождённых исключают из школы и лишают палочек, обвиняя в «краже магии», что возмущает троицу героев. Они долго планируют рейд на Министерство магии, и в итоге наконец находят удачный момент,  выбираются наружу, под Оборотным зельем проникают в Министерство магии и похищают у Амбридж медальон Слизерина, наводя панику и спасая маглорождённых; к сожалению, они ненароком открывают расположение дома Сириуса Пожирателям и вынуждены скрыться в Королевском лесу Дин, проживая в палатке и трансгрессируя туда-сюда.

### В поисках крестражей и Даров Смерти
Гарри, Рон и Гермиона благодаря портрету Финеаса Блэка, бывшего директора Хогвартса, узнают, что в школе действует негласное сопротивление, возглавляемое Невиллом Долгопупсом, Джинни Уизли и Полумной Лавгуд. Они безуспешно пытались украсть из кабинета Снегга меч Гриффиндора, который на самом деле был подделкой. Подлинным же мечом был уничтожен крестраж — кольцо Марволо Мракса, которое сгубило Дамблдора. Но Рона, который всё это время носил медальон Слизерина на шее, новости не радуют, поскольку, в его понимании, команда скитается без цели, и он уходит, ибо под влиянием крестража стал вечно раздражительным. Гарри и Гермиона приходят в деревню Годрикова Впадина, чтобы узнать что-то о Дамблдорах и Поттерах (и те, и другие жили здесь). На могиле Игнотуса Певерелла они находят знак Геллерта Гриндевальда, о котором на свадьбе рассказал Виктор Крам, а затем встречают и Батильду Бэгшот. Скоро выясняется, что на деле Батильда Бэгшот оказывается всего лишь живым мертвецом; под её личиной скрывается змея Волан-де-Морта, Нагайна, ещё один крестраж. В бою с Нагайной Гарри ломает палочку и лишь чудом выживает. В одну из последующих ночей Гарри охраняет палатку и видит патронус в форме лани, который приводит его к замёрзшему озеру, где на дне лежит меч Гриффиндора. Гарри не может достать меч и тонет, но вовремя подоспевает Рон и вытаскивает Гарри с мечом на берег; силой своей воли Рону удаётся подавить обманные видения, которые ему внушает крестраж (а именно, что Гермиона влюблена в Гарри). Рон уничтожает мечом медальон, признавая свою неправоту и прося прощения за поступок. Как тут же и выясняется, Рон сумел найти Гарри и Гермиону благодаря делюминатору Дамблдора. Позже все трое попадают в дом Ксенофилиуса Лавгуда, который ищет свою дочь и ради этого готов пойти на всё. Волан-де-Морт же параллельно пытается найти самую мощную палочку — Бузинную, запытывая до смерти мастера Грегоровича и сидящего в тюрьме Геллерта Гриндевальда, в прошлом побеждённого Альбусом Дамблдором.
Ксенофилиус Лавгуд рассказывает Гарри, Рону и Гермионе о Дарах Смерти — это и есть знак на его кулоне. Гермиона рассказывает легенду о трёх братьях Певереллах из книги сказок барда Бидля, где и был найден похожий знак: согласно этой легенде, однажды Певереллы повстречались со Смертью и попросили у неё великих сил. Старшему брату, Антиоху, досталась Бузинная палочка (прямая линия) — сильнейшая палочка в мире, за право владеть которой его вызывали на дуэль все, кому не лень; в конечном счете, брата убили тайком, а палочку сняли уже с мёртвого тела. Среднему брату, Кадмусу, достался Воскрешающий камень (круг), который способен вернуть образы мёртвых, но не их самих; раз за разом вызывая образы всех людей, которых он когда-то любил, в отчаянии от того, что не может вернуть их по-настоящему, Кадмус впал в депрессию и скоропостижно скончался. Младшему же брату, Игнотусу, досталась мантия-невидимка (треугольник), и только он сумел избежать скорой смерти — прикрылся мантией, и с тех пор больше его никто и не видел. Впоследствии Игнотус передал мантию по наследству своему сыну — и, похоже, мантия-невидимка Гарри Поттера, что хранит магию уже не первый год, как раз и была той самой мантией из легенды.
Лавгуд пытается пленить Гарри, Рона и Гермиону и сдать Пожирателям, чтобы спасти свою дочь Полумну, арестованную за поддержку Гарри, но его попытка терпит неудачу. Рон рассказывает о подпольной радиостанции, которая передаёт новости о происходящем, и троица успешно настраивается на неё с обычного радиоприёмника. Воодушевлённый первыми за долгое время хорошими новостями, Гарри нечаянно произносит имя Волан-де-Морта, забыв, что на него наложено табу — заклинание, с помощью которого Пожиратели отслеживали и уничтожали врагов Тёмного Лорда, которые не боялись произносить его имя. Этим же и обусловлен давний страх перед именем Волан-де-Морта. Троицу ловят егеря и отвозят в плен в родовое поместье Малфоев; вместе с ними в плену оказываются Дин Томас, гоблин Крюкохват, мастер Олливандер и Полумна Лавгуд. Гермиону пытает Беллатрисса Лестрейндж, требуя узнать, где настоящий меч Гриффиндора, который якобы был украден из её сейфа, но Гермиона скрывает от неё правду до последнего. Ситуацию спасает домовик Добби, эвакуирующий всех из особняка в дом Билла и Флёр, а выдавшего родителей Гарри Волан-де-Морту и виновного в их гибели Питера Петтигрю по прозвищу «Хвост» в итоге душит серебряная рука, подаренная ему Волан-де-Мортом, за то, что тот ослушался его приказа и не нашёл в себе силы в последний момент добить Гарри. Но в заварушке сам Добби погибает от руки Беллатриссы, а Гарри отбирает палочку у Драко Малфоя и оставляет себе как трофей, добытый в бою.
От Олливандера Гарри узнаёт, что Бузинная палочка действительно существовала, что после гибели старшего Певерелла переходила из рук в руки, что некогда она была у иностранного мастера палочек Грегоровича, у которого её выкрал Гриндевальд и которую после дуэли забрал Дамблдор, что именно с ней и был похоронен Дамблдор, и что Волан-де-Морт хочет ей завладеть. Палочка Драко становится личной палочкой Гарри, поскольку он добыл её в честном бою. Гарри, вспоминая поведение Беллатриссы, догадывается, что в её сейфе также спрятан крестраж, и решает ограбить Гринготтс: в обмен на это Крюкохват требует меч Гриффиндора. Герои с большим трудом прорывают оборону банка и выкрадывают чашу Пенелопы Пуффендуй, которая была крестражем; Крюкохват в процессе погибает, а Гарри, Рон и Гермиона улетают на слепом драконе-охраннике сейфа. В этот момент Волан-де-Морт решает проверить остальные крестражи, один из которых скрывается в Хогвартсе. Неизбежной становится большая битва.

### Битва за Хогвартс
В Хогвартс друзья попадают по тайному ходу из бара «Кабанья голова» в деревне Хогсмид. Аберфорт Дамблдор, брат Альбуса и хозяин бара, рассказывает горькую правду о своей семье: когда-то Ариану Дамблдор, родную сестру Альбуса и Аберфорта, застали соседские мальчишки за колдовством и жестоко надругались над ней, из-за чего Ариана лишилась рассудка, отказалась колдовать и начала копить магию в себе. Отец Альбуса жестоко покарал мальчишек, за что сел в Азкабан, а впоследствии Ариана, потерявшая контроль над магией, по неосторожности убила свою мать. Позже Альбус под влиянием Геллерта Гриндевальда стал строить наполеоновские планы по созданию нового мира и подчинению маглов во имя «общего блага», ради чего стал искать Дары Смерти. Через какое-то время Альбус, Аберфорт и Гриндевальд перессорились на почве идеологии и устроили магическую схватку, в ходе которой по вине кого-то из них погибла Ариана Дамблдор. Аберфорт обвинил во всём Альбуса и на похоронах Арианы избил его, сломав нос, а Гриндевальд сбежал. Именно с тех пор у Альбуса на носу и осталась его фирменная горбинка — чуя вину за содеянное, тот даже не сопротивлялся.
Гарри ищет крестраж, ходя по лезвию ножа: Пожиратели и Снегг контролируют школу, наказывая за любое инакомыслие жестокими пытками, но школа не поддаётся — деятели Сопротивления прячутся в Выручай-комнате. В поисках крестража — некоей личной вещи Кандиды Когтевран — Гарри обезоруживает Алекто Кэрроу, а затем в гостиной Когтеврана замечает Амикуса, поднявшего руку на профессора Макгонагалл, и в ярости выпускает в того заклятие Круциатус; Амикус теряет сознание от мучительной боли. Гарри просит Макгонагалл задержать Волан-де-Морта, пока ищет крестраж. Тем временем, после дуэли с Макгонагалл, Снегг сбегает из школы. К замку подходят силы Пожирателей и их союзников, предъявляя ультиматум: или школа выдаст Гарри Поттера, или они атакуют. Почти все студенты эвакуируются, кроме тех, кто остаётся защищать школу. Начинается большая битва, в которой на стороне школы стоят не только учащиеся, но и преподаватели, Орден Феникса, школьные статуи, несколько других магов и великан Грохх, сводный брат Хагрида. Гарри встречает Серую Даму — призрак Когтеврана, которую при жизни звали Еленой Когтевран, и она рассказывает, что однажды её диадему украл Том Марволо Реддл. Гарри понимает, что диадема и есть крестраж, и вспоминает, что видел её в прошлом году в Выручай-комнате — а именно, в том самом её воплощении, которое появляется, если загадать желание «мне нужно место, где я мог бы что-нибудь спрятать», представляющем собой огромный склад вещей. Рон и Гермиона пробираются в Тайную комнату, сымитировав змеиный язык, который Рон слышал от Гарри, когда тот открывал медальон Слизерина перед уничтожением, набирают там клыков василиска, и с помощью одного из клыков разрушают чашу Пенелопы Пуффендуй, а затем в Выручай-комнате находят диадему. Драко и его телохранители — Крэбб и Гойл — пробираются в воплощение Комнаты к троице и пытаются им помешать. Крэбб создаёт заклятие Адского Пламени — разумный всепожирающий огонь — но быстро теряет над ним контроль. Весь склад вещей охватывается диким пламенем, и всё внутри, в том числе диадема, сгорает на глазах; в огне погибает и сам Крэбб. Гарри, Рон и Гермиона успевают выскочить наружу и в последний момент вытаскивают за собой Малфоя и Гойла. Позже троица бежит к Визжащей хижине, где видят страшную картину: Волан-де-Морт уверяет, что раз Дамблдора убил Снегг, значит, Снегг и является хозяином Бузинной палочки, а поэтому должен умереть. Нагайна наносит Снеггу смертельное ранение, и именно в таком состоянии троица его и застаёт; в последние моменты своей жизни Снегг передаёт Гарри флакон со своими воспоминаниями. Волан-де-Морт объявляет перемирие на час и требует снова привести Поттера. Во время битвы погибают Римус Люпин и Нимфадора Тонкс, у которых вдали от Хогвартса остаётся сын Тедди Люпин; погибают Колин Криви и Фред Уизли.

### Самопожертвование Гарри Поттера
Гарри переносит воспоминания Снегга в Омут Памяти и узнаёт, что он оставался верным Дамблдору всегда и пытался помочь школе всем, чем возможно: Дамблдор не просто пострадал от проклятого кольца, в котором был Воскрешающий камень, а медленно умирал от проклятия, и Снегг пообещал Дамблдору, что в нужный момент безболезненно добьёт его, и не позволит Драко разорвать свою душу убийством. Более того, Снегг всегда тайно помогал Гарри, просто потому что очень любил его маму, Лили (поэтому же его Патронусом все эти годы оставалась лань — такая же, какая была и у Лили), и не хотел, чтобы Волан-де-Морт её погубил. После её гибели Северус поклялся защищать мальчика во что бы то ни стало, хотя постоянно видел в нём копию Джеймса Поттера, которого ненавидел всей душой. Однако самое важное — в ту самую Хэллоуинскую ночь осколок души Волан-де-Морта проник в тело Гарри, о чём не знает сам Волан-де-Морт, и поэтому Гарри должен пожертвовать собой, дабы у Волан-де-Морта больше не осталось крестражей.
Гарри решается идти на заклание, но просит Невилла убить Нагайну при первой же возможности. В Запретном Лесу Гарри открывает снитч и достаёт Воскрешающий камень, чтобы поговорить с образами некогда родных и близких ему людей. Он добровольно является к Волан-де-Морту и принимает от него смертельное проклятие. Однако он не умирает, а оказывается в месте, напоминающем вокзал Кингс-Кросс и Чистилище. Гарри видит, как на полу корчится помирающий остаток души Волан-де-Морта, а затем появляется Дамблдор, который рассказывает, что Волан-де-Морт допустил роковую ошибку, использовав кровь Гарри для воссоздания своего тела, из-за чего заключённая в Гарри часть души Волан-де-Морта только что была уничтожена самим Тёмным Лордом, а у самого Гарри теперь есть выбор: умереть или вернуться. Альбус рассказывает горькую историю своих странствий и просит Гарри простить его за то, что когда-то поддался соблазну; после ссоры с Гриндевальдом и войны Альбус дал себе клятву больше не делать подобных ошибок и не рваться к безграничной власти.

### Последний крестраж и Финальная битва
Гарри приходит в себя в лесу, но притворяется мёртвым. Проверяющая его Нарцисса тайно узнаёт от Гарри, что Драко жив и находится в Хогвартсе, и специально лжёт Волан-де-Морту о том, что Гарри погиб. Пленённый Хагрид несёт якобы убитого Гарри, однако пафосную речь Волан-де-Морта с призывом сдаться прерывает Невилл Долгопупс; хотя ему на голову надевают Распределяющую шляпу и поджигают её, символизируя конец эпохи факультетов, Невилл вытаскивает оттуда меч и обезглавливает Нагайну. В бой на стороне школы вступают кентавры, а потом и домовики под руководством Кикимера. Перевес оказывается уже на стороне Хогвартса. Почти все Пожиратели или убиты, или обезоружены, а Беллатрисса в попытке убить Джинни Уизли сама принимает смерть от палочки разъярённой Молли Уизли. Настаёт момент решающей дуэли, в которой Гарри раскрывает всю правду: именно Драко во время стычки на башне разоружил Дамблдора, поэтому он был подлинным хозяином Бузинной палочки, а Снегг всегда оставался верным Хогвартсу и хозяином палочки не был. А поскольку Гарри завладел палочкой Драко, то и вторая его палочка — Бузинная палочка — принадлежит Гарри по праву. Волан-де-Морт, не желая признавать поражение, вступает в последний бой. Бузинная палочка отражает заклятие Волан-де-Морта, убивая того окончательно и бесповоротно. Войне положен конец.
Пока все ликуют, Гарри чинит Бузинной палочкой свою собственную и оставляет Бузинную палочку в гробнице Дамблдора. Он отказывается от воскрешающего камня, но оставляет у себя мантию-невидимку. Новым временным министром магии становится Кингсли Бруствер.

### Эпилог
Спустя 19 лет в Хогвартс едут новые ученики. Гарри и Джинни провожают старшего сына Джеймса Сириуса (гриффиндорец) и среднего Альбуса Северуса «Ала» (первокурсник), с ними дочь Лили Полумна (пока не учится). У Рона и Гермионы — дочь Роза и сын Хьюго, у Драко Малфоя — сын Скорпиус. Невилл преподаёт травологию (в первых русских изданиях ошибочно был назван профессором зельеварения). Тедди Люпин встречается с Виктуар (Викторией) Уизли, дочерью Билла и Флёр. Гарри наставляет Ала, рассказывая, что Северус Снегг — храбрейший из всех, кого Гарри когда-либо знал, и неважно, что он учился на Слизерине. Книга завершается фразой, которая может быть аллюзией на стихотворение Генри Скотта Холланда «Death is nothing at all»:

Шрам не беспокоил Гарри уже девятнадцать лет. Всё было хорошо.
Оригинальный текст (англ.)The scar had not pained Harry for nineteen years. All was well.